# Intecymbium antarcticum
Intecymbium antarcticum är en spindelart som först beskrevs av Simon 1895.  Intecymbium antarcticum ingår i släktet Intecymbium och familjen täckvävarspindlar. Inga underarter finns listade i Catalogue of Life.